# Бибичев, Александр Сергеевич
Александр Сергеевич Бибичев (6 июня 1940, Бабушкин, Московская область — 25 апреля 2022, Новороссийск) — советский футболист, тренер по футболу. Заслуженный тренер России.

## Биография
Начинал с дворового футбола. С 13 лет тренировался в московском «Локомотиве», с 15 лет — в дубле команды. На первенстве СССР среди юношей в Узбекистане команда заняла четвёртое место, Бибичев забил 7 голов. Затем перешёл в ФШМ к Константину Бескову. В командах мастеров играл во второй по силе лиге за «Энергию» Волжский (1958—1962) и «Спартак» Орджоникидзе (1962). Карьеру игрока завершил из-за серьёзной травмы в 28 лет. Окончил Волгоградский институт физкультуры и высшую школу тренеров.
В 1977 году Бесков, возглавивший московский «Спартак», пригласил Бибичева на должность директора клубной футбольной школы. Через полгода в течение трёх лет работал вторым тренером. Затем работал тренером-селекционером сборных юношеских команд СССР по Москве. В 1983 году был направлен на Мальдивы тренировать сборную, с которой в 1984 году завоевал бронзовые медали Южноазиатских игр в Непале.
В 1988 году был назначен тренером юношеских сборных. С командой 1975—1976 годов рождения в 1990 году стал чемпионом СССР, в 1991 году занял второе место, в 1992 году выиграл юношеский чемпионат СНГ. С командой 1977—1978 годов рождения дважды выходил в финальную часть первенства Европы: на чемпионате 1994 года в Ирландии — проигрыш в 1/4 финала
В 1996 году стал тренировать клуб Мальдивских островов «Виктори», который стал чемпионом Мальдив.
Позже переехал в Новороссийск, работал в тренерском штабе команды.